# ブラウン (企業)

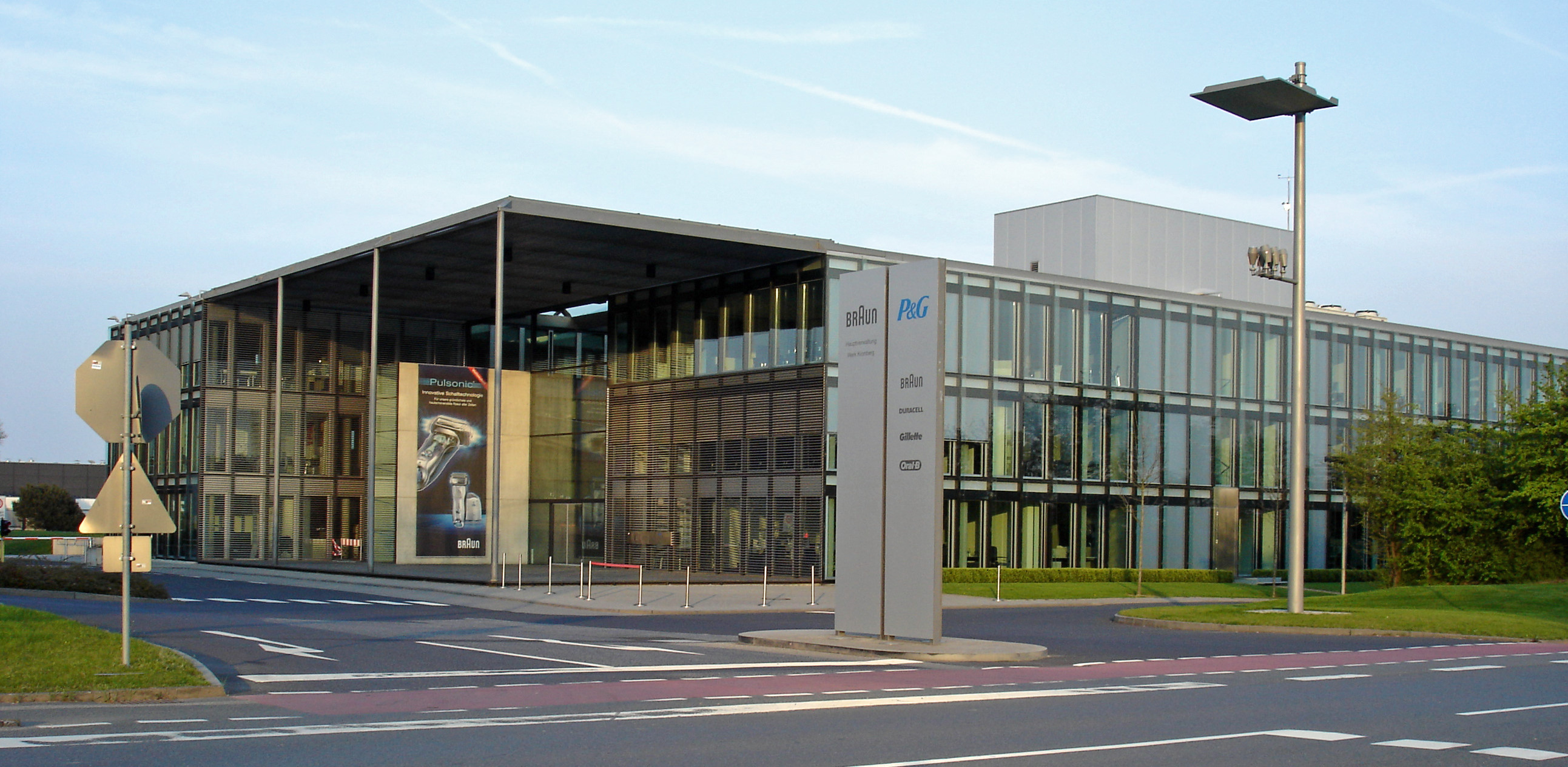
クローンベルクにあるブラウン社屋

ブラウン（Braun GmbH）は、ドイツのクローンベルク・イム・タウヌスに本拠を置く小型電気器具メーカーである。1921年にマックス・ブラウンによって設立された。日本においては電気シェーバーや電動歯ブラシが有名。
2005年まではジレットの子会社であったが、2005年からはP&Gによるジレットの買収に伴い同社の子会社になった。

## 製品

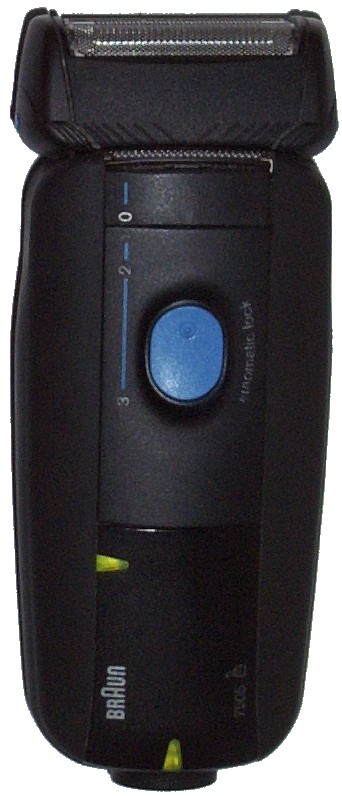
ブラウンの電気シェーバー

- 電気シェーバー
日本では、電気シェーバーによって社名が知られている。2017年現在、日本国内で販売されている電気シェーバーには、ドイツで生産されたもの（シリーズ5以上）と中国で生産されたものがある。
- コーヒーメーカー
- 脱毛器
- 光美容器
- 電動歯ブラシ
- 各種電動調理器具
P&Gからデロンギに移管されたため、日本向け製品の販売・サポート業務も2013年1月1日よりP&Gジャパンからデロンギ・ジャパンに変更された[3]。
- 時計
ブラウンの日本向けウェブサイトの「ブラウン製品」項目には記載されていないが、アイ・ネクストジーイー株式会社が日本における総輸入代理店業務を担当し、全国の量販店・ECサイトで同ブランドの時計を販売している[4]。ブラウンの国際版ウェブサイトの「products」項目には記載されている。

## 歴史

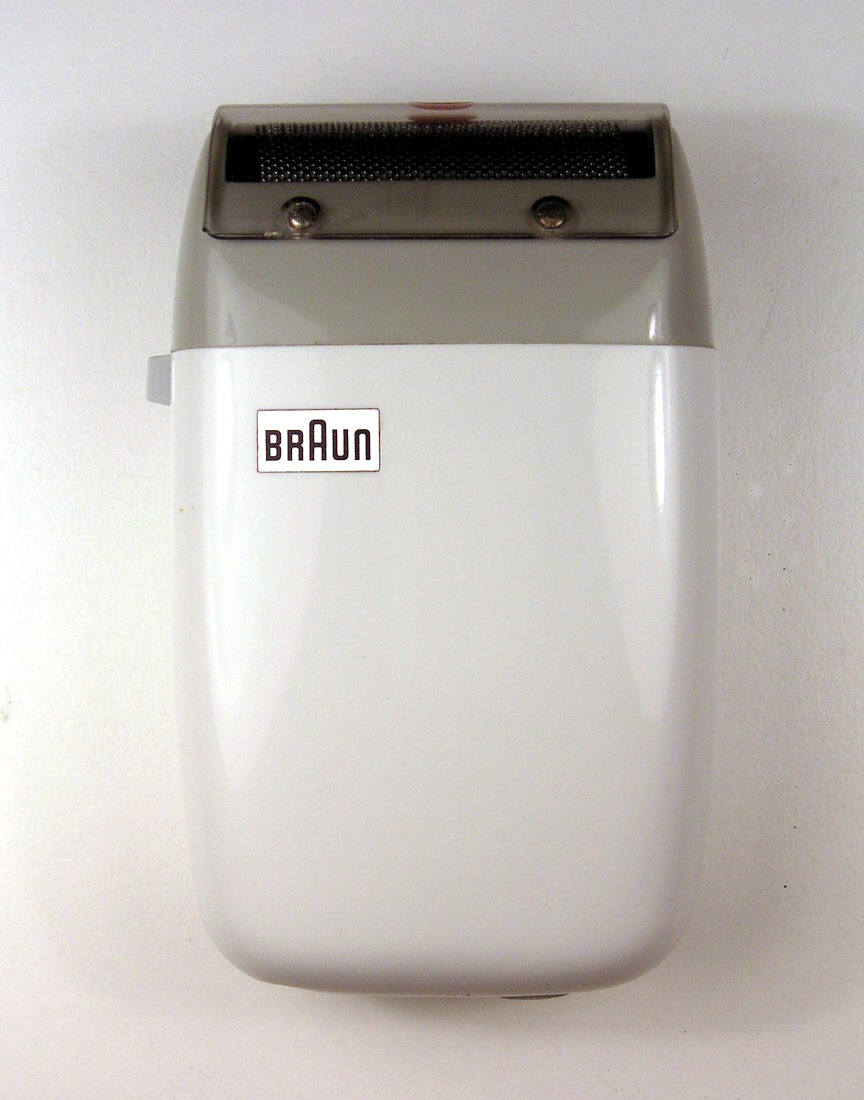
Braun Sixtant SM2

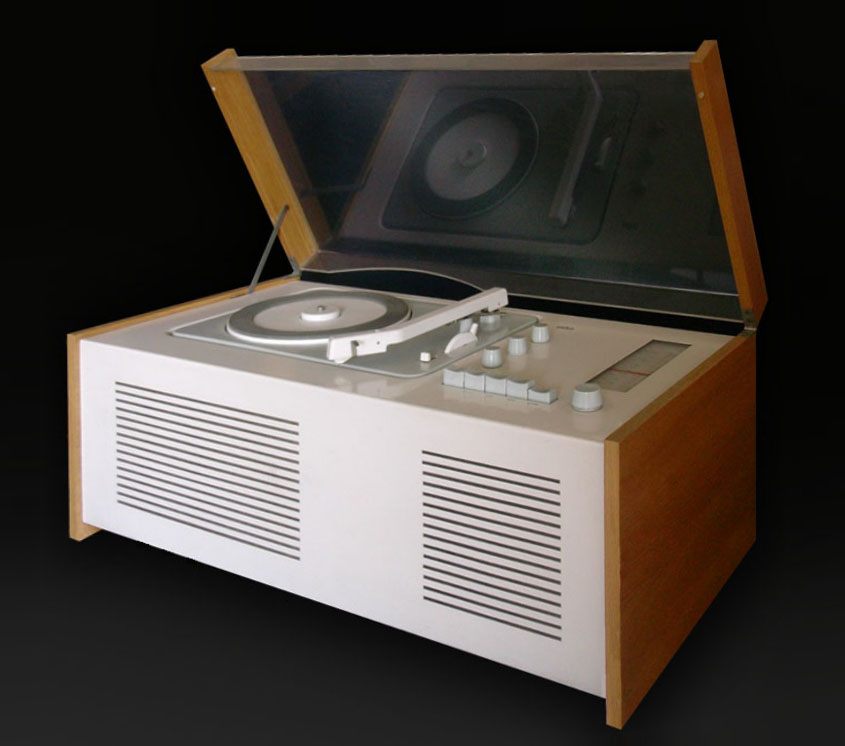
Braun SK 61。その美しさから『白雪姫の棺』と称された。

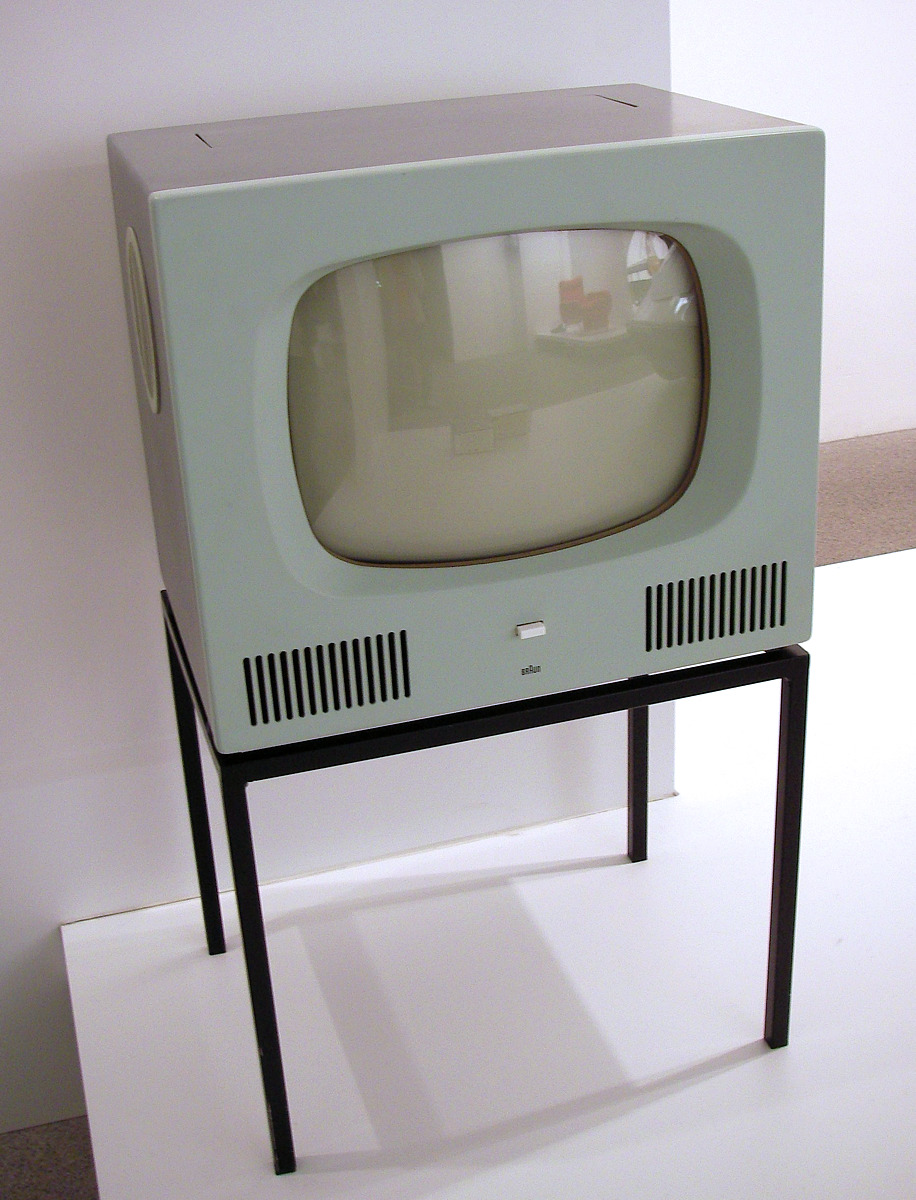
Braun HF 1, Germany 1958

ブラウン社の歴史は、エンジニアであったマックス・ブラウン（Max Braun）が1921年にドイツ西部の都市フランクフルト・アム・マインに小さな機械工場を創設したことに始まる。1923年にラジオセットのための部品の生産を始め、創業から8年後の1929年にはラジオそのものの製造にも乗り出した。まもなく、ブラウン社はドイツを代表するラジオ製造会社へと成長する。1932年には複合ラジオとレコードプレーヤーを初めて世に送り出すことになる。
そして1935年、ブランドとしてのブラウンが発表され、『A』の文字を大きく表したおなじみのロゴマークが確立した。1937年のパリ万国博覧会では、マックス・ブラウンは表音速記(phonography)の分野での特別賞を受賞している。3年後には従業員が1000人を超えるほどに成長した。
ブラウン社は最先端のオーディオ機器の開発を進め、1956年に現在でも有名なレコードプレーヤーSK-4を発表した。ブラウン社はその後まもなくHi-Fiオーディオとレコードプレーヤーで広く名を知られるようになった。
1950年代はブラウン製品として現在最も知られている電気シェーバーの生産を始めた時代でもある。S 50はブラウン社から発売された最初の電気シェーバーである。シェーバーの開発が行われたのは1938年であったが、発表は第二次世界大戦の影響で1951年に延期された。この製品の特徴は、薄くて丈夫な鋼箔が上部に取り付けられた振動カッターである。この方式は今でもブラウン社のシェーバーに採用されている。
1950年代の中頃から、ブラウンブランドはドイツのモダンインダストリアルデザイン、また機能性と技術の融合と密接に関わり始めた。当時最も影響力のあったデザイナーはディーター・ラムスで、ブラウン社のデザインスタッフの一員であった。ラムスはかつてウルムのデザイン学校（Hochschule für Gestaltung Ulm）で教師をしており、最終的にブラウン社のデザインスタッフのトップに立つことになる。また、1950年代後期と1960年代にわたるドイツデザインの復興期における重要人物でもある。デザインしたブラウン社の製品で最も有名なレコードプレーヤーSK-4や高機能な35mmスライド映写機『Dシリーズ』（D45、D46、D47）は、機能主義デザインの代表的な例である。
そのほかにモダンデザインを象徴する商品としては、知名度は高くはないが、静電型スピーカーユニットBRAUN LE1（電子回路のライセンスはQUAD社が保持）がある。ディーター・ラムスとディートリッヒ･ルブスは共同で昔ながらのラインナップであるアラーム時計の監修もしており、コラボレーションは1987年発売のAB20に始まり、2005年にラムスが担当を退くまで続いた。ディーター・ラムスは30年近くブラウン社のデザイン部のトップを務めた後、ペーター・シュナイダーを後継者として1995年に引退した。デザインした流線型のコーヒーメーカーや計算機、ラジオ、カミソリなどの多くの製品は、ニューヨーク近代美術館に永久展示されている。
1970年代には、ブラウン社の多くの製品のデザインはポップアートの影響を受け始めた。この時期のブラウン社のデザインは、この新しい流れに沿い明るい色づかいや軽い感覚を取り入れつつ、機能主義の信念を保っていた。
世界市場で長期的競争力を維持するため、研究開発と工場設備拡張において大規模な投資が必要となり、1967年にジレット社が出資することとなった。1984年にブラウン社はジレット社に完全子会社化され、さらに2005年にジレット社がP&Gに買収されたことにより同社の子会社となった。
2012年にP&Gはブラウンの電動調理器具部門をデロンギに売却した。

## 日本でのコマーシャル
1981年から2003年（2008年に一時的に復活した）まで、「モーニング・レポート」と銘打ったCMを放送していた。これは家を出る前に髭剃りを済ませたサラリーマンを通勤途中の路上や新幹線の車内で捕まえ、もう一度ブラウンのシェーバーで髭剃りしてもらってさらに剃れた髭を確認してもらう、というものだった。このCMのバリエーションとして電動歯ブラシのCMでも通常の歯磨き後に残った歯垢を確認した後に電動歯ブラシで磨いてもらうというものも登場した。なお2009年以降は一般人ではなく、芸能人（以下参照）を起用したCMを放送している。アニメーションで拡大された髭と刃をスローモーションで表示し、切れたときに「シャキーン」という効果音を入れる手法を続けて使っている。2019年からは「シェービング・レポート」と銘打った、「モーニング・レポート」に代わるウェブCMが動画共有サービスの動画広告として流れている。
CM出演者
- 電気シェーバー
  - 鈴木亮平
  - 松山ケンイチ
  - 真田広之
  - 寺脇康文
  - 田辺誠一
- 電動歯ブラシ
  - 松岡修造
  - 石井正則